# لغات إيطاليقية

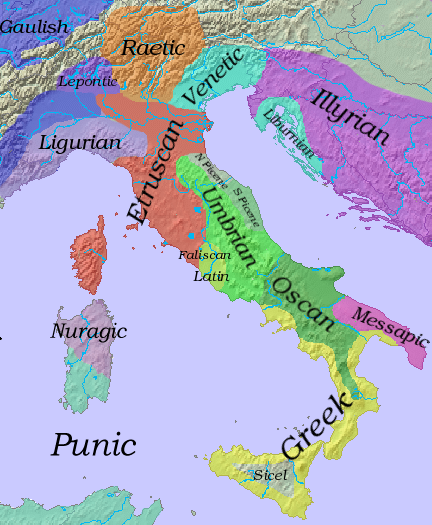
التوزع التقريبي للغات في إيطاليا خلال القرن السادس قبل الميلاد

اللغات الإيطاليقية أو الإيطاليكية (باللاتينية: Linguae Italicae) هي عائلة فرعية من عائلة اللغات الهندوأوروبية انطلقت من إيطاليا لتشمل اللغات الرومانيقية المتحدّرة من اللغة اللاتينية كالإيطالية والفرنسية والكتلانية والرومانية والمولدوفية والإسبانية والبرتغالية بالإضافة إلى عدد من اللغات المنقرضة التي كانت محكية في شبه الجزيرة الإيطالية كاللاتينية نفسها واللغة الدلماتية المنقرضة أيضاً، والتي كانت منتشرة في السواحل الشرقية للبحر الأدرياتيكي، بالإضافة إلى اللغات الأومبرية والقسطانية (أو الأُكْسِيتَانِيَّة) والفاليسكانية. في